# Moschopsis subandina
Moschopsis subandina är en calyceraväxtart som först beskrevs av Carlos Luis Spegazzini, och fick sitt nu gällande namn av Per Karl Hjalmar Dusén. Moschopsis subandina ingår i släktet Moschopsis och familjen calyceraväxter. Inga underarter finns listade i Catalogue of Life.